# Microrégion d'Aripuanã

Localisation de la microrégion d'Aripuanã

La microrégion d'Aripuanã est l'une des huit microrégions qui subdivisent le nord de l'État du Mato Grosso au Brésil.
Elle comporte 8 municipalités qui regroupaient 116 588 habitants en 2006 pour une superficie totale de 124 124 km2.

## Municipalités[1]
- Aripuanã
- Brasnorte
- Castanheira
- Colniza
- Cotriguaçu
- Juína
- Juruena
- Rondolândia